# Tratado de Westminster (julio de 1654)
El tratado de Westminster de 10 de julio de 1654 fue un acuerdo de paz y comercio firmado entre la Commonwealth de Inglaterra bajo El Protectorado de Oliver Cromwell y el reino de Portugal bajo el reinado de Juan IV.  

## Condiciones
Las condiciones acordadas en el tratado incluían:
- compromiso de paz entre ambos países;
- libertad de navegación y comercio para los súbditos de ambos países en los territorios del otro país firmante. Los ingleses estarían autorizados a comerciar en todos los territorios del Imperio portugués.  El palo brasil, cuyo monopolio estaba en poder de la Compañía del Brasil, estaría excluido de este comercio;
- supresión del derecho de aubana;
- libertad de culto religioso para los ingleses en territorio portugués.

## Discrepancias posteriores
La reticencia del rey portugués católico a conceder en su propio territorio la libertad religiosa a los ingleses protestantes provocaría demoras en la aplicación de los términos del tratado.  En 1656 una flota inglesa bajo el mando de Robert Blake y Edward Montagu se dirigió a Lisboa para conminar a Juan IV al cumplimiento de los acuerdos, que fueron finalmente aceptados ante la presencia de las fuerzas inglesas.